# Leslie Nielsen
Leslie William Nielsen (Regina, 11 februari 1926 – Fort Lauderdale, 28 november 2010) was een Canadees acteur en komiek, met een carrière in film en televisie die ruim 50 jaar omspant. Hoewel hij als acteur in een groot aantal verschillende genres speelde, werd hij vooral bekend met komedie. Nielsen heeft in het totaal in meer dan 100 films en 1500 televisieprogramma's gespeeld. Hij speelde daarbij meer dan 220 personages.

## Biografie

### Jonge jaren
Nielsen werd geboren in Regina, in de Canadese provincie Saskatchewan, als zoon van Mabel Elizabeth en Ingvard Eversen Nielsen. Nielsen had twee broers. Zijn oudere broer, Erik Nielsen, is vicepremier van Canada geweest. Nielsens halfoom, Jean Hersholt, was ook acteur, die vooral bekend werd als Dr. Christian in de gelijknamige radioserie. Dit inspireerde Nielsen om zelf ook acteur te worden.
Ingvard stond erom bekend zijn vrouw en kinderen vaak te slaan, hetgeen voor Leslie reden was om het ouderlijk huis te willen ontvluchten. Hij woonde enkele jaren in Fort Norman (het huidige Tulita), waar zijn vader lid was van de Royal Canadian Mounted Police. Op zijn 17e studeerde Nielsen af aan de Victoria School of Performing and Visual Arts. Daarna ging hij werken voor de Royal Canadian Air Force. Hij werd onder andere opgeleid als piloot voor de Tweede Wereldoorlog, maar werd, omdat hij te jong was, nooit naar Europa gestuurd om te vechten. 
Nielsen werkte nog korte tijd als diskjockey voor een radiostation in Calgary, alvorens te gaan studeren aan de Lorne Greene Academy of Radio Arts in Toronto. Tijdens zijn studie daar, kreeg hij een studiebeurs voor de Neighborhood Playhouse. Hiervoor vertrok hij naar New York.

### Start carrière

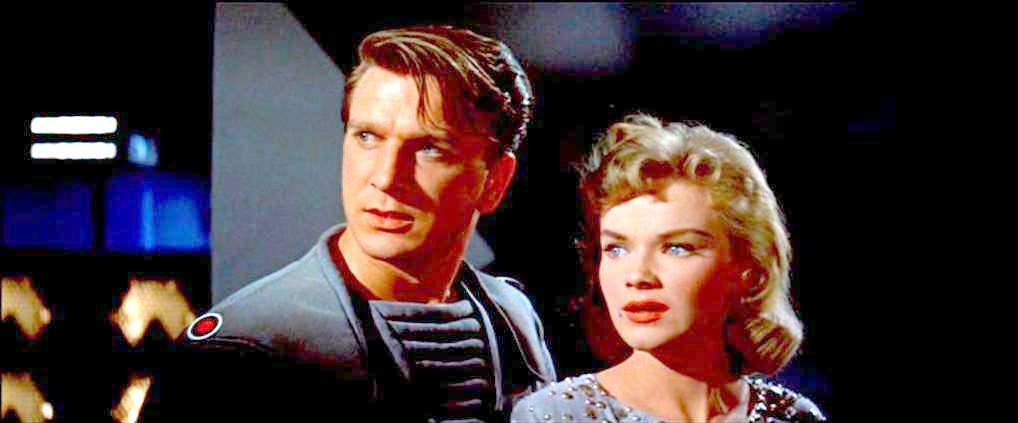
Leslie Nielsen en Anne Francis in Forbidden Planet (1956).

Nielsen begon zijn acteercarrière met rollen in dramaseries tijdens het "gouden tijdperk van televisie", waaronder Dr. Kildare. In 1950 was hij in reeds 50 verschillende programma's te zien. Ook zijn eerste filmrollen waren serieuze rollen. Zijn eerste film was Ransom! uit 1956. In datzelfde jaar volgde zijn tweede film, de sciencefictionklassieker Forbidden Planet. In 1957 kreeg hij de hoofdrol in de romantische film Tammy and the Bachelor. In 1959 deed hij auditie voor de rol van Messala in Ben-Hur, maar die rol ging uiteindelijk naar Stephen Boyd. 
Enkele andere televisieseries waarin Nielsen rollen speelde waren Alfred Hitchcock Presents, Columbo, The Virginian en The Wild Wild West. In 1972 speelde hij de rol van scheepskapitein in The Poseidon Adventure.

### Overstap naar komedie

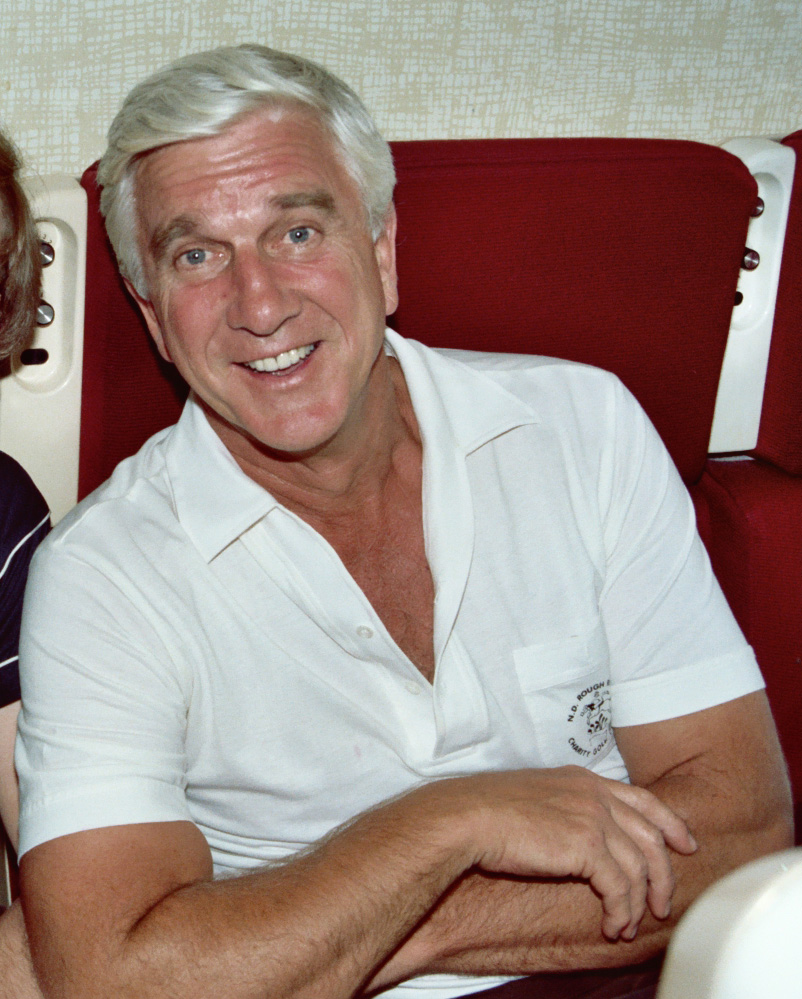
Nielsen in 1982

Met een bijrol in de film Airplane! (1980), een parodie op rampenfilms met vliegtuigen, maakte Nielsen de overstap naar komedie, het genre waarmee hij wereldberoemd zou worden. Vooral de zin "Surely you can't be serious?", waarop Nielsens personage antwoordt met "I am serious. And don't call me Shirley", werd onlosmakelijk met Nielsen verbonden. De zin haalde de 79e plaats in AFI's 100 Years…100 Movie Quotes. 
Na Airplane! kreeg Nielsen de hoofdrol van inspecteur Frank Drebin in de kortlopende politieserie Police Squad! en de op deze serie gebaseerde The Naked Gun-films. Daarmee werd zijn naam als komisch acteur definitief gevestigd. Critici waren eerst van mening dat komedie te sterk inging tegen Nielsens eerdere genres, maar Nielsen beweerde zelf dat komedie hem als genre het best beviel. In de jaren erop speelde Nielsen vooral in films die bedoeld waren als parodie op serieuze filmgenres, zoals Repossessed (1990) en 2001: A Space Travesty (2001), parodieën op respectievelijk The Exorcist en 2001: A Space Odyssey. Tussendoor trad hij sporadisch nog een paar keer op in serieuze rollen.
Nielsen heeft tevens een reeks commercials gemaakt voor de toenmalige Nederlandse aanbieder van mobiele telefonie Dutchtone (later Orange). Zijn pogingen om naast slapstick-komedie ook andere komediegenres te proberen, zoals in Surf Ninjas (1993) en Mr. Magoo (1997), waren niet altijd even succesvol.

### Persoonlijk leven

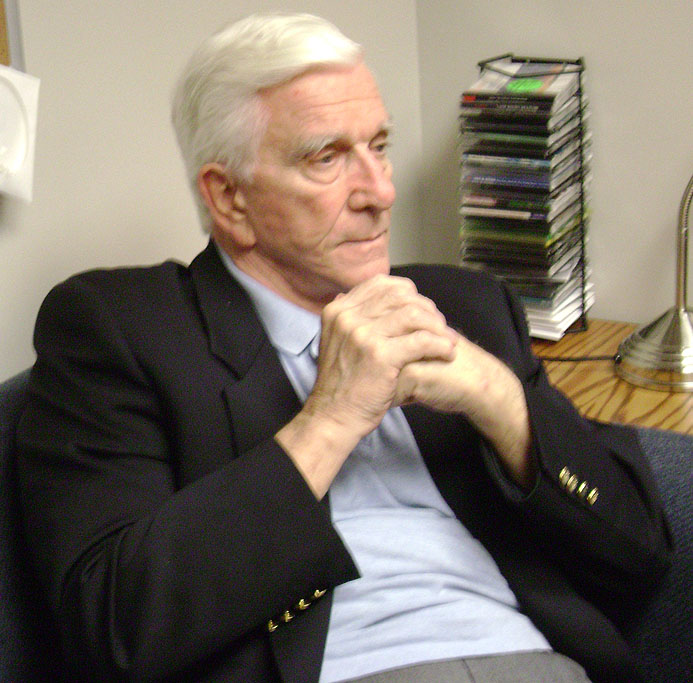
Leslie Nielsen in 2009

Nielsen trouwde in zijn leven achtereenvolgens met Monica Boyer (1950–1956), Alisande Ullman (1958–1973), Brooks Oliver (1981–1983) en Barbaree Earl (vanaf 2001). Uit zijn tweede huwelijk had hij twee kinderen.
Nielsen was een fan van golf en speelde dit dan ook geregeld in zijn vrije tijd. In verschillende interviews vertelde hij dat hij met gezondheidsproblemen kampte. Zo was hij een groot deel van zijn leven doof en droeg daarom een gehoorapparaat. Vanwege deze aandoening steunde hij het Better Hearing Institute.

### Latere jaren
Enkele van Nielsens latere filmrollen waren gastrollen in de films Scary Movie 3 en Scary Movie 4 en een rol in Superhero Movie. Zelfs toen hij de 80 reeds gepasseerd was, bleef Nielsen actief als acteur. In februari 2007 kreeg hij een rol in de komische educatieve televisieserie Doctor*Ology. 
Nielsen woonde de laatste jaren van zijn leven in Fort Lauderdale (Florida). In 2009 werd een vervolg aangekondigd op Naked Gun 33⅓: The Final Insult. Zover kwam het echter niet meer; in november 2010 werd Nielsen met spoed opgenomen in een ziekenhuis in Fort Lauderdale vanwege een longontsteking. Op 28 november overleed Nielsen op 84-jarige leeftijd in zijn slaap aan de complicaties hiervan.

## Filmografie
| Jaar | Titel                                          | Rol                                    |
| ---- | ---------------------------------------------- | -------------------------------------- |
| 1956 | Ransom!                                        | Charlie Telfer                         |
| 1956 | Forbidden Planet                               | Commander John J. Adams                |
| 1956 | The Vagabond King                              | Thibault                               |
| 1956 | The Opposite Sex                               | Steve Hilliard                         |
| 1957 | Hot Summer Night                               | William Joel Partain                   |
| 1957 | Tammy and the Bachelor                         | Peter Brent                            |
| 1958 | The Sheepman                                   | Kolonel Stephen Bedford/Johnny Bledsoe |
| 1964 | See How They Run                               | Elliot Green                           |
| 1964 | Night Train To Paris                           | Alan Holiday                           |
| 1965 | Dark Intruder                                  | Brett Kingsford                        |
| 1965 | Harlow                                         | Richard Manley                         |
| 1966 | The Plainsman                                  | Kolonel George Armstrong Custer        |
| 1966 | Beau Geste                                     | Luitenant De Ruse                      |
| 1967 | Code Name: Heraclitus                          | Fryer                                  |
| 1967 | The Reluctant Astronaut                        | Majoor Fred Gifford                    |
| 1967 | Gunfight In Abilene                            | Grant Evers                            |
| 1967 | Rosie!                                         | Cabot Shaw                             |
| 1968 | How to Steal the World                         | Generaal Maximilian Harmon             |
| 1968 | Counterpoint                                   | Victor Rice                            |
| 1968 | Dayton's Devils                                | Frank Dayton                           |
| 1968 | Companions in Nightmare                        | Dr. Neesden                            |
| 1969 | Trial Run                                      | Jason Harkness                         |
| 1969 | The Bold Ones: The Protectors                  | Luitenant Sam Danforth                 |
| 1969 | How to Commit Marriage                         | Phil Fletcher                          |
| 1969 | Change of Mind                                 | Sheriff Webb                           |
| 1970 | Night Slaves                                   | Sheriff Henshaw                        |
| 1970 | The Aquarians                                  | Ambtenaar                              |
| 1970 | Hauser's Memory                                | Joseph Slaughter                       |
| 1971 | Incident In San Francisco                      | Luitenant Brubaker                     |
| 1971 | Four Rode Out                                  | Dhr. Brown                             |
| 1971 | They Call It Murder                            | Frank Antrim                           |
| 1972 | The Poseidon Adventure                         | Kapitein Harrison                      |
| 1973 | ...And Millions Die!                           | Jack Gallagher                         |
| 1973 | Snatched                                       | Bill Sutting                           |
| 1973 | Amanda Fallon                                  | Dhr. Cummings                          |
| 1973 | The Return Of Charlie Chan                     | Alexander Hadrachi                     |
| 1975 | Can Ellen Be Saved                             | Arnold Lindsey                         |
| 1976 | Grand Jury                                     | John Williams                          |
| 1976 | Project Kill                                   | Jonathan Trevor                        |
| 1976 | Brinks: The Great Robbery                      | Agent Norman Houston                   |
| 1977 | Sixth and Main                                 | John Doe                               |
| 1977 | Day of the Animals                             | Paul Jenson                            |
| 1977 | Viva Knievel                                   | Stanley Millard                        |
| 1977 | The Kentucky Fried Movie                       | Man in Feel-O-Rama-film                |
| 1977 | The Amsterdam Kill                             | Riley Knight                           |
| 1978 | Little Mo                                      | Nelson Fisher                          |
| 1979 | Institute for Revenge                          | Raadslid Hollis Barnes                 |
| 1979 | The Albertans                                  | Don MacIntosh                          |
| 1979 | Riel                                           | Burgemeester Crozier                   |
| 1979 | City on Fire                                   | Burgemeester William Dudley            |
| 1980 | OHMS                                           | Gouverneur                             |
| 1980 | Airplane!                                      | Dr. Rumack                             |
| 1980 | Prom Night                                     | Dhr. Raymond Hammond                   |
| 1981 | A Choice of Two                                | Onbekend                               |
| 1982 | Twilight Theater                               | Meerdere personages                    |
| 1982 | Foxfire Light                                  | Reece Morgan                           |
| 1982 | Wrong Is Right                                 | Mallory                                |
| 1982 | Creepshow                                      | Richard Vickers                        |
| 1983 | Prime Times                                    | Onbekend                               |
| 1983 | The Night the Bridge Fell Down                 | Paul Warren                            |
| 1983 | Cave-In!                                       | Joseph 'Joe' Johnson                   |
| 1983 | The Creature Wasn't Nice                       | Kapitein Jamieson                      |
| 1985 | Murder Among Friends                           | Onbekend                               |
| 1985 | Reckless Disregard                             | Bob Franklin                           |
| 1985 | Blade in Hong Kong                             | Harry Ingersoll                        |
| 1985 | Striker's Mountain                             | Jim McKay                              |
| 1986 | The Patriot                                    | Admiraal Frazer                        |
| 1986 | Soul Man                                       | Dhr. Dunbar                            |
| 1987 | Nightstick                                     | Thad Evans                             |
| 1987 | Nuts                                           | Allen Green                            |
| 1987 | Home Is Where The Heart Is                     | Sheriff Nashville Schwartz             |
| 1988 | Dangerous Curves                               | Greg Krevske                           |
| 1988 | The Railway Dragon                             | Verteller                              |
| 1988 | The Naked Gun: From the Files of Police Squad! | Luitenant Frank Drebin                 |
| 1990 | Repossessed                                    | Vader Jebedaiah Mayii                  |
| 1991 | All I Want for Christmas                       | Santa Claus                            |
| 1991 | The Naked Gun 2½: The Smell of Fear            | Luitenant Frank Drebin                 |
| 1991 | Chance of a Lifetime                           | Lloyd Dixon                            |
| 1993 | Digger                                         | Arthur Evrensel                        |
| 1993 | Surf Ninjas                                    | Colonel Chi                            |
| 1994 | S.P.Q.R. 2000 e 1/2 anni fa                    | Lucio Cinico                           |
| 1994 | Naked Gun 33⅓: The Final Insult                | Luitenant Frank Drebin                 |
| 1995 | Mr. Willowby's Christmas Tree                  | Willowbys butler                       |
| 1995 | Rent-a-Kid                                     | Harry Haber                            |
| 1995 | Dracula: Dead and Loving It                    | Graaf Dracula                          |
| 1996 | Spy Hard                                       | Dick Steele, Agent WD-40               |
| 1997 | Mr. Magoo                                      | Dhr. Quincy Magoo                      |
| 1998 | Safety Patrol                                  | Dhr. Penn                              |
| 1998 | Family Plan                                    | Harry Haber                            |
| 1998 | Harvey                                         | Dr. Chumley                            |
| 1998 | Wrongfully Accused                             | Ryan Harrison                          |
| 1999 | Pirates 4D                                     | Captain Lucky                          |
| 2000 | Santa Who?                                     | Santa Claus                            |
| 2000 | 2001: A Space Travesty                         | Richard 'Dick' Dix                     |
| 2001 | Camouflage                                     | Jack Potter                            |
| 2001 | Kevin of the North                             | Clive Thornton                         |
| 2002 | Men with Brooms                                | Gordon Cutter                          |
| 2003 | Scary Movie 3                                  | President Harris                       |
| 2003 | Noel Noel                                      | Engelse verteller                      |
| 2004 | The Nutcracker and The Mouse King              | Muizenkoning                           |
| 2006 | Scary Movie 4                                  | President Harris                       |
| 2007 | Music Within                                   | Bill Austin                            |
| 2008 | Superhero Movie                                | Oom Albert                             |
| 2009 | Stan Helsing                                   | Kay                                    |
| 2009 | Spanish Movie                                  | Dr. Nielsen                            |
| 2011 | Stonerville                                    | Producent                              |
| 2012 | The Waterman Movie                             | Ready Espanosa (stem)                  |

- Bibsys: 98012978
- Biblioteca Nacional de España: XX1167128
- Bibliothèque nationale de France: cb13897969z (data)
- Gemeinsame Normdatei: 13399015X
- International Standard Name Identifier: 0000 0001 1456 2467
- Library of Congress Control Number: n86139853
- MusicBrainz: b979f65a-b979-40be-823a-b69cc950e93c
- National Archives and Records Administration: 10572362
- Bibliotheek van het Japanse parlement: 00656544
- Nationale Bibliotheek van Tsjechië: pna2010568330
- Nationale bibliotheek van Australië: 35294710
- Nationale Bibliotheek van Israël: 987007568779105171
- Nationale Bibliotheek van Polen: a0000001255949
- Nederlandse Thesaurus van Auteursnamen: 073071331
- SNAC: w6668rj2
- Système universitaire de documentation: 126032696
- Trove: 901166
- Virtual International Authority File: 120620479
- WorldCat: E39PBJpPxkbrjqHJbqH6VYxMT3